# Watsonia vanderspuyae
Watsonia vanderspuyae är en irisväxtart som beskrevs av Harriet Margaret Louisa Bolus. Watsonia vanderspuyae ingår i släktet Watsonia och familjen irisväxter. Inga underarter finns listade i Catalogue of Life.